# Stenocarsia metaplatys
Stenocarsia metaplatys är en fjärilsart som beskrevs av George Francis Hampson 1926. Stenocarsia metaplatys ingår i släktet Stenocarsia och familjen nattflyn. Inga underarter finns listade i Catalogue of Life.